# Gnathothlibus cramptoni
Gnathothlibus cramptoni är en fjärilsart som beskrevs av Clark. Gnathothlibus cramptoni ingår i släktet Gnathothlibus och familjen svärmare. Inga underarter finns listade i Catalogue of Life.